# 대한민국의 고등법원
대한민국의 고등법원은 1심인 지방법원 합의부의 판결에 대한 항소 사건, 1심인 지방법원 합의부의 결정·명령에 대한 항고 사건, 선거 소송 사건 등을 심판하는 법원이다. 고등법원장과 대법원 규칙이 정한 수의 판사로 구성되고, 그 심판권은 판사 3인으로 구성된 합의부에 종속된다. 현재 서울, 수원, 대전, 대구, 부산, 광주 등 여섯 곳에 설치되어 있다. 일부 주요 도시에는 원외재판부가 설치되어 있다. 나아가 6개 고등법원과는 별도로 특허심판원의 심결 사건을 대한민국 전역을 통틀어 전담하는 특허법원, 군인 및 군 관련 사건을 취급하는 대한민국 국방부 산하의 고등군사법원이 고등법원급으로 설치되어 있다.

## 현황
- 서울고등법원
  - 서울고등법원 춘천원외재판부
  - 서울고등법원 인천원외재판부
- 수원고등법원
- 대전고등법원
  - 대전고등법원 청주원외재판부
- 대구고등법원
- 부산고등법원
  - 부산고등법원 창원원외재판부
  - 부산고등법원 울산원외재판부
- 광주고등법원
  - 광주고등법원 전주원외재판부
  - 광주고등법원 제주원외재판부

## 현직 고등법원장
| 고등법원     | 고등법원장 |
| ------------ | ---------- |
| 서울고등법원 | 김대웅     |
| 수원고등법원 | 배준현     |
| 대전고등법원 | 이원범     |
| 대구고등법원 | 진성철     |
| 부산고등법원 | 박종훈     |
| 광주고등법원 | 설범석     |

## 관련 논의

### 경기도의 고등법원 설치
경기도와 수원시, 시민단체들을 중심으로 경기도에 고등법원을 반드시 설치해야 한다는 여론이 확산되고 있다. 경기중앙지방변호사회, 경기경영자총협회, 경기언론인클럽, 경기도여성단체협의회 등의 단체가 주축이 된 경기고등법원유치 범도민추진위원회는 2011년 8월 29일 헌재에 경기고법 설치와 관련된 헌법소원심판을 청구했다. '고등법원 설치 관련 입법부작위위헌확인 등'으로 명명된 이 청구는 2011년 9월 27일 심판에 회부됐다. 2013년 12월 31일 헌법재판소는 '헌법상 재판청구권 조항에는 국가가 경기고법 설치 법률을 제정해야 할 의무가 있다고 볼 근거가 없다'는 이유로 재판관 전원일치 의견으로 각하 결정했다. 이듬해인 2014년 2월 28일 국회 본회의에서 경기도내 고등법원 설치를 요구하는 법률안인 '각급 법원의 설치와 관할구역에 관한 법률 일부개정안'이 통과됐다. 이처럼 2007년 처음 발의된 해당 법률안이 7년만에 국회를 통과되면서 2019년 3월까지 수원에 수원고등법원과 수원가정법원이, 성남·평택·여주·안산·안양 등 5곳에도 가정지원이 동시에 들어서게 됐다. 이로써 대한민국 최대 광역자치지역인 경기도내 주민들의 숙원사업이 해결되는 쾌거를 이뤘다.

### 울산광역시의 원외재판부 설치 논의
국회 법제사법위원회 새누리당 정갑윤 의원과 정희근 가정법원 울산유치위원장 등은 2012년 12월 27일 대법원과 국회를 방문해 현안인 고등법원 원외재판부 및 가정법원 울산유치를 위한 건의문을 전달하고 이의 설치를 촉구했다.

### 인천광역시의 원외재판부 설치 논의
인천광역시도 울산광역시와 마찬가지로, 원외재판부가 설치된 전주, 제주, 창원, 청주, 춘천 등 5곳을 제외하더라도 서울고등법원 인천원외재판부를 유치하자는 의견이 제시하였던 것으로 전해진다. 그 결과 2019년 수원고등법원의 개원에 발맞추어 인천에는 춘천시 다음으로 서울고법 원외재판부를 뒤늦게 설치하였다.

### 기타 지역의 사례
경기북부 중심 도시인 의정부시에서도 서울고법 원외재판부를 따로 유치하자는 의견을 제시하고 있다. 서울고등법원 본원으로 2심 재판을 받으러 가게 될 강원특별자치도 철원군과 경기도 북부 관내의 연천군, 가평군 주민들의 경우에는 서초구나 강남구는 물론 경기도 과천시에 소재하고 있는 호텔, 모텔 등지에서 1박이 필요하기 때문에, 어쩔 수 없는 도리가 있다.

## 같이 보기
- 대한민국 대법원
- 대한민국의 지방법원